# 頭等艙 (歌曲)
〈頭等艙〉是美國男歌手傑克·哈洛的單曲，由大西洋唱片和Generation Now於2022年4月8日發行。這是傑克·哈洛繼〈天生巨星〉（與利尔·纳斯·X）第二支Billboard Hot 100冠軍單曲。